# Galaxiidae
Los galáxidos o galaxíidos (Galaxiidae) son una familia de pequeños peces de agua dulce. Sus representantes se hallan por todo el hemisferio Sur, incluyendo Sudáfrica, Sudamérica, Nueva Zelanda, Australia, isla de Lord Howe, Nueva Caledonia e islas Malvinas. Una especie de galáxido, Galaxias maculatus, es probablemente el pez de agua dulce más ampliamente distribuido naturalmente del mundo.

## Hábitat y biología
Son especies de agua fría, en latitudes templadas, con sólo una especie conocida de hábitat subtropical (McDowall, 2006). Muchas se especializan en vivir en ríos, arroyos y lagos de altitudes altas y frías.
Algunos galáxidos viven en agua dulce toda su vida, pero muchos incluyen una etapa marina para la formación de su descendencia, donde las larvas nacen en un río, y son arrastrados corriente abajo hacia el mar donde se desarrollan, retornando a los ríos como juveniles, para crecer y permanecer como adultos.
Las especies de galáxidos de agua dulce, están gravemente amenazadas por especies exóticas de salmónidos, particularmente spp. de truchas exóticas, que los predan y además compiten por alimento. Las introducciones de salmónidos exóticos han sido temerariamente colocadas en diferentes cuerpos de agua (e.g. Australia, Nueva Zelanda), sin estudios de impactos sobre las spp. nativas, y/o preservando hábitats libre de predadores exóticos. Numerosas extinciones localizadas de spp. de galáxidos ya se han producido, y todas la sspp. nativas siguen en riesgo evidente de extinción absoluta por los salmónidos  exóticos (McDowall, 2006).

## Pesca
Los juveniles de estos galáxidos que desarrollan en el océano, ingresan a los ríos para su vida adulta, siendo capturados como pececillos (como el que ilustra la imagen del remarco) mientras suben aguas arribas, y son consumidos como una delicatessen.
Los adultos pueden ser pescados para comer, pero no son generalmente suficientemente grandes. En algunos casos su explotación puede estar vedada (i.e. Nueva Zelanda), y si disponible para  las naciones indígenas de Oceanía.
Además del impacto de extinción serio por parte de las spp. de truchas exóticas, los galáxidos australianos adultos sufren la indiferencia de los pescadores por ser "demasiado pequeños" y "no ser truchas". Esto es a pesar del hecho de que varias especies de galáxidos australianos, aún los más pequeños, crecen a un tamaño suficiente para ser pescable, y una de esas especies — Galaxias truttaceus — era más protegida mientras no se introdujeron especies de truchas exóticas. Nuevos grupos de pescadores australianos con "mosca" ultraliviana, están redescubriendo el placer de pescar (y devolver) esos fascinantes peces australianos  nativos con sus ultra-livianos aperos de pesca.

## Géneros y especies
Existen 51 especies válidas, agrupadas en 7 géneros y 3 subfamilias:
- Subfamilia Aplochitoninae:
  - Género Aplochiton (Jenyns, 1842):
    - Aplochiton taeniatus (Jenyns, 1842) - Peladilla (en Argentina y Chile).
    - Aplochiton zebra (Jenyns, 1842) - Peladilla (en Argentina) o Farionela listada (en Chile).

  - Género Lovettia (McCulloch, 1915):
    - Lovettia sealii (Johnston, 1883)

- Subfamilia Galaxiinae:
  - Género Brachygalaxias (Eigenmann, 1928):
    - Brachygalaxias bullocki (Regan, 1908) - Puye (en Chile).
    - Brachygalaxias gothei (Busse, 1983) - (en Chile).

  - Género Galaxias (Cuvier, 1816): el género tipo y más numeroso, con 34 especies que se pueden consultar en su artículo.
  - Género Galaxiella (McDowall, 1978):
    - Galaxiella munda (McDowall, 1978)
    - Galaxiella nigrostriata (Shipway, 1953)
    - Galaxiella pusilla (Mack, 1936)

  - Género Neochanna (Günther, 1867):
    - Neochanna apoda (Günther, 1867)
    - Neochanna burrowsius (Phillipps, 1926)
    - Neochanna cleaveri (Scott, 1934)
    - Neochanna diversus (Stokell, 1949)
    - Neochanna heleios (Ling y Gleeson, 2001)

  - Género Paragalaxias (Scott, 1935):
    - Paragalaxias dissimilis (Regan, 1906)
    - Paragalaxias eleotroides (McDowall y Fulton, 1978)
    - Paragalaxias julianus (McDowall y Fulton, 1978)
    - Paragalaxias mesotes (McDowall y Fulton, 1978)